# 갈현성
갈현성(葛峴城)은 대전광역시 동구 용운동에 있는 삼국시대의 산성이다. 1990년 5월 28일 대전광역시의 기념물 제12호로 지정되었다.

## 개요
대전광역시 동구 용운동에 있는 이 산성은 해발 263m로 산 정상부에 만들었으며, 용운동에서 세천동으로 넘어가는‘갈고개’에 있다.
산 정상을 둘러쌓은 형태로 되어 있으며, 둘레는 약 350m이다. 높이 2m의 동쪽 성벽은 네모난 돌로 앞면을 맞추어 쌓았고, 서쪽 성벽은 자연지형을 이용하여 부분적으로만 쌓았다. 성의 평면형태는 남북으로 긴 타원형의 모습을 하고 있으며, 폭 4.8m의 남문터가 남아 있다. 정상부의 가운데에 움푹 파이고 군데군데 돌로 쌓은 듯한 흔적이 보이고 있는데, 이는 저장시설과 관련된 유적으로 짐작된다.
삼국시대의 토기와 기와 조각을 성 안에서 찾아볼 수 있어, 성을 쌓은 시기를 알 수 있게 해준다.

## 현지 안내문
이 산성은 해발 263m의 산봉우리에 축조된 테뫼식 석축산성으로, 성 둘레는 약 350m이다. 성벽은 대부분이 허물어졌고, 동쪽 성벽만 높이 2m가량 남아 있는데 네모난 돌로 앞면은 맞추어 쌓았다. 성은 남북으로 긴 타원형의 모습을 하고 있다. 문터는 남문터만 남아 있으며, 문폭은 1.8m정도이다. 중앙에는 지름 4m 정도 되는 움푹 파인 곳이 있는데. 이는 저장시설이었던 것으로 짐작된다. 성내 곳곳에는 삼국시대의 토기조각과 기와조각을 찾아 볼 수 있다.

## 같이 보기
- 용운동

## 참고 자료
- 갈현성 - 국가유산청 국가유산포털